# Chakrasamvara

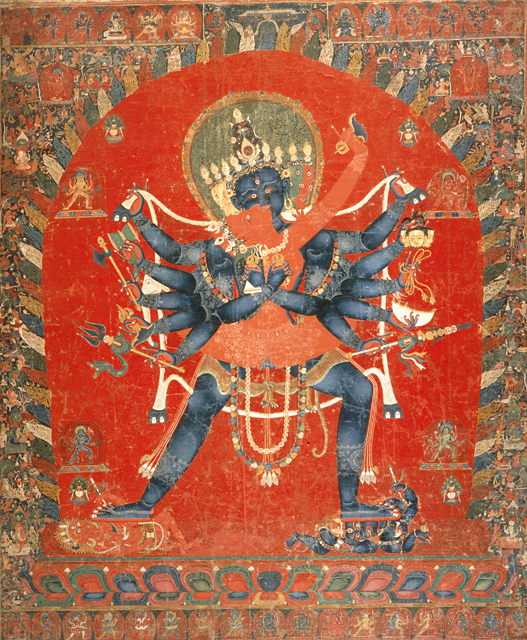
Chakrasamvara/Vajravarahi

Chakrasamvara (von Sanskrit: Chakra-Samvara; tibetisch: Korlo Demchok, wylie.: 'khor lo bde mchog; englisch: the binding of the wheels „das Rad der höchsten Wonne“) ist ein zornvoller, von einem Flammenkranz umgebener Yidam des tibetischen Buddhismus. Er wird gewöhnlich mit blauer Körperfarbe, vier unterschiedlich farbigen Häuptern und zwölf Armen in geschlechtlicher Vereinigung (Yab-Yum) mit seiner Gefährtin Vajravarahi dargestellt. 
Das Chakrasamvara-Tantra ist in den Schulen der Neuen Übersetzungstradition des tibetischen Buddhismus von großer Bedeutung. 
Die Gottheiten-Praxis auf Chakrasamvara gehört zum Anuttarayoga-Tantra (unübertreffliches Yogatantra), konkret zu den sogenannten Muttertantras, bei denen Anhaftung als Hauptstörgefühl gesehen wird, im Unterschied zu den Vatertantras, bei denen es Zorn ist und den Nicht-Dualen Tantras, bei denen es Verwirrung ist. Diese Tantraklasse entspricht der Mahayogastufe der Alten Übersetzungstradition Tibets. 

## Ursprung
Nach der Überlieferung wurde das Chakrasamvara-Tantra, auch bekannt als Śriheruka-abhidhāna oder Laghusamvara (was aufgrund der Kürze des Textes so viel wie Glückseligkeit-leicht bedeutet), erstmals Mitte bis Ende des 8. Jahrhunderts n. Chr. durch die Sambhogakaya-Dakini Vajravarahi an menschliche Adepten in Indien übertragen. Es ist ein relativ kurzer Text von ungefähr siebenhundert Strophen in Sanskrit, der vor allem Mantren und Rituale beschreibt. Nach seiner historischen Entstehung zu urteilen ist das Chakrasamvara-Tantra eng mit der Götterwelt des Shivaismus verbunden.
Dem Mythos zufolge soll Vajradhara in der Gestalt von Chakrasamvara aus Mitgefühl für die nach Befreiung aus dem Samsara strebenden die Macht des weltbeherrschenden hinduistischen Gottes Ïoevara (einer Ausstrahlung des Ishvara) gebrochen haben.
Chakrasamvara zählt zu den sogenannten Acht großen Heruka-Gottheiten (Bluttrinkern), neben Hayagriva, Guhyasamaja, Hevajra, Vajrakilaya, Yamantaka, Amrita und Mamo. Die Wurzeltantras dieser Gottheiten gehören zu den bedeutendsten Texten des tantrischen Buddhismus in Indien und Tibet.